# Henry K. McCay
Henry Kent McCay (8 januari 1820 –  30 juli 1886) was een Amerikaanse advocaat, rechter en militair. Tijdens de Amerikaanse Burgeroorlog diende hij als brigadegeneraal in de militie van Georgia. 

## Vroege jaren
McCay werd geboren op 8 januari 1820 in Northumberland County, Pennsylvania. Hij was de zoon van Robert en Sarah (Read) McCay. In 1839 studeerde hij af aan de Princeton-universiteit als Bachelor of Arts. Hij verhuisde naar Georgia waar zijn broer Charles F. McCay professor was aan de University of Georgia in Athens. Hij studeerde er rechten bij Joseph Henry Lumpkin en werd in 1842 toegelaten tot de balie. McCay opende het jaar erop een eigen advocatenkantoor in Americus.

## Amerikaanse Burgeroorlog
Hij was tegen de secessie van Georgia maar toen de Amerikaanse Burgeroorlog toch uitbrak, nam hij dienst in het 12th Georgia Infantry Regiment. McCay werd benoemd tot luitenant en werd op 15 juni 1861 bevorderd tot kapitein. Hij raakte op 13 december 1861 gewond tijdens de Slag bij Kamp Allegheney. Op 14 maart 1863 nam hij ontslag uit het Confederate States Army. In 1864 nam hij dienst in de militie van Georgia en werd benoemd tot brigadegeneraal. Hij nam deel aan de veldslagen bij Griswoldville en Altamaha Bridge. 

## Latere jaren
Na de oorlog heropende McCay zijn advocatenkantoor tot hij in 1868 aangesteld werd als rechter bij het hooggerechtshof in Georgia. Tussen 1875 en 1882 keerde hij terug naar zijn advocatenkantoor. Op 3 augustus 1882 werd McCay door president Chester A. Arthur genomineerd voor een functie in de rechtbank van het noordelijk district in Georgia. Deze benoeming werd op 4 augustus 1882 bekrachtigd door de federale senaat. Hij bleef op post tot zijn dood op 30 juli 1886. McCay werd begraven op het Oakland Cemetery in Atlanta.